# راوند توب (مقاطعة ديلاوير، نيويورك)
راوند توب، هو جبل يقع في جبال كاتسكيل بنيويورك في اتجاه الشرق شمال شرقي روكسبري. تقع سهول هاك  بين الغرب والجنوب الغربي، ويقع تل نيجرو في الشمال، ويقع جبل بيربن جنوب شرق روند توب.